# José Ramiro Pellecer Samayoa
José Ramiro Pellecer Samayoa (ur. 10 października 1929 w Antiqua, zm. 14 marca 2022 tamże) – gwatemalski duchowny rzymskokatolicki, w latach 1968-2010 biskup pomocniczy Santiago de Guatemala.

## Życiorys
Święcenia kapłańskie przyjął 7 listopada 1954. 28 listopada 1967 został prekonizowany biskupem pomocniczym Santiago de Guatemala ze stolicą tytularną Teglata in Proconsulari. Sakrę biskupią otrzymał 6 stycznia 1968. 2 października 2010 przeszedł na emeryturę.